# Tünde Csonkics
Tünde Csonkics (* 20. September 1958) ist eine ungarische Schachmeisterin.

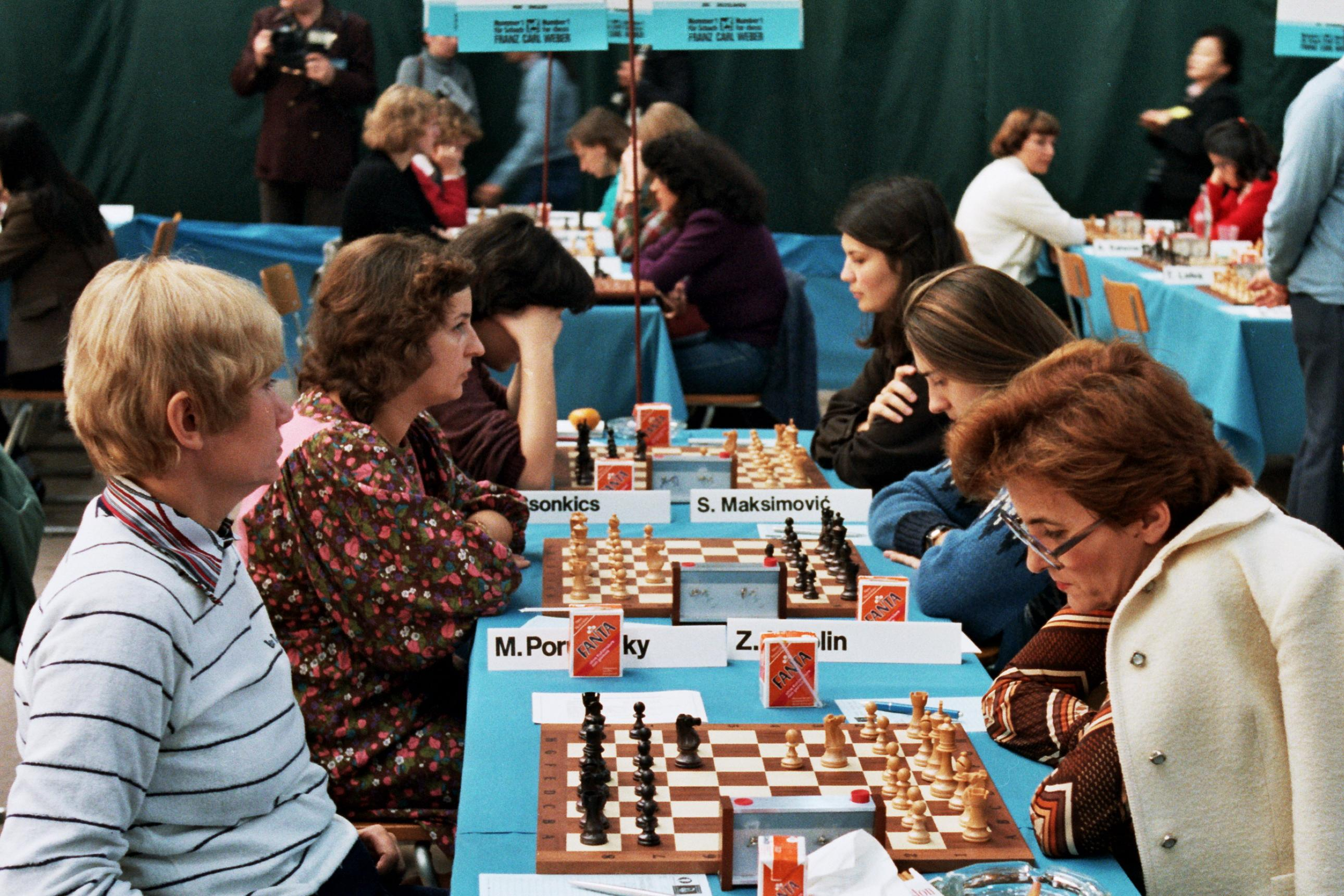
Ungarn – Jugoslawien, Schacholympiade 1982 in Luzern, vorn an Brett 1 sitzen Veröci und Lazarevic, am dritten Brett spielt Tünde Csonkics.

Sie erhielt im Jahr 1990 den Titel Schach-Großmeister der Frauen und 1992 den Titel internationaler Schiedsrichter.
Csonkics siegte oder belegte vordere Plätze in mehreren Turnieren: 1. Platz bei einem Frauenturnier in Naleczow (1979), 3.–5. Platz bei einem Frauenturnier in Novi Sad (1981), 1. Platz bei einem Frauenturnier in Paris (1989) und 2. Platz bei der ungarischen Frauenmeisterschaft (1995).
Sie spielte für Ungarn bei den Schacholympiaden der Frauen 1980, 1982, 1992 und 1994 und holte dabei 11,5 Punkten aus 23 Partien. Sie hat mit der Mannschaft 1980 und 1994 Silber und 1982 Bronze gewonnen.
Ihre Elo-Zahl beträgt 2151 (Stand: Oktober 2019), mit ihrer besten Elo-Zahl von 2370 im Januar 1990 belegte Csonkics zusammen mit Ainur Sofieva und Irina Levitina den 13.–15. Platz der FIDE-Weltrangliste der Frauen und den fünften Platz der ungarischen Frauenrangliste. Tünde Csonkics war lange inaktiv: Zwischen dem Finale der ungarischen Frauenmeisterschaft im September 2001 und dem FE 2 Mare di Fano in Fano im Juli und August 2013 hat sie keine gewertete Partie gespielt. In der ungarischen Mannschaftsmeisterschaft spielte Csonkics in der Saison 2017/18 für den MTK Budapest.